# Kilmarnock Football Club
El Kilmarnock Football Club és un club de futbol escocès de la ciutat de Kilmarnock.

## Història
És el club professional més antic d'Escòcia, fundat el 1869. Originàriament jugà al rugbi, d'aquí el nom del seu estadi, Rugby Park. No s'uní a la lliga escocesa fins al 1895-96. Ha guanyat tres cops la copa escocesa. El seu major èxit arribà el 1964-65, quan, dirigit per Willie Waddell, guanyà la lliga escocesa.

## Palmarès
- Lliga escocesa de futbol (1): 1964-65
- Segona divisió (2): 1897-98, 1898-99
- Copa escocesa de futbol (3): 1920, 1929, 1997

## Entrenadors
- Hugh Spence (1919-37)
- Jimmy McGrory (1937-45)
- Tom Smith (1945-47)
- Tom Mather (1947-48)
- Alex Hastings (1948-50)
- Malky McDonald (1950-57)
- Willie Waddell (1957-65)
- Malky McDonald (1965-68)
- Walter McCrae (1968-73)
- Willie Fernie (1973-77)
- Davie Sneddon (1977-81)
- Jim Clunie (1981-84)
- Eddie Morrison (1984-88)
- Jim Fleeting (1988-92)
- Tommy Burns (1992-94)
- Alex Totten (1994-96)
- Bobby Williamson (1996-2002)
- Jim Jefferies (2002-present)

## Jugadors destacats
- Steven Naismith
- Kris Boyd
- Alex Burke
- Ian Durrant
- Bobby Ferguson
- Gary Holt
- Gus MacPherson
- Ally McCoist
- Kevin McGowne
- Jim McIntyre
- Dylan Kerr
- Tommy McLean
- Gordon Smith
- Paul Wright
- Dragoje Leković
- Gary McSwegan
- Aaron Tshibola